# 후쿠다 미츠오
후쿠다 미츠오(일본어: 福田 己津央, 1960년 10월 28일 ~ )는 일본의 애니메이션 연출가, 각본가 겸 감독이다.
이름은 현재 '福田己津央'로 쓰고 있으나 '福田満夫' 또는 'ふくだみつお'라는 표기로 활동하기도 했다.

## 약력
일본 도치기현 출신으로, 고교 졸업 직후인 1979년 선라이즈에 입사했다. 간다 다케유키(神田武幸) 감독의 제자라 자칭한다. 《신세기 사이버 포뮬러》의 OVA를 작업하면서는 아내 모로사와 치아키(両澤千晶)를 각본가로 발탁했고 이후 작품에 거의 늘 함께 참여하고 있다. 대표작으로는 《신세기 사이버 포뮬러》 시리즈, 《GEAR 파이터 덴도》, 《기동전사 건담 SEED》 등이 있다.
혐한 성향이 있다.